# Premi Tony a la millor actriu protagonista en una obra
El premi Tony a la millor interpretació d'una actriu protagonista en una obra de teatre és un honor lliurat als premis Tony, una cerimònia establerta el 1947 com a premis Antoinette Perry a l'excel·lència en teatre. El premi s'atorga a les actrius per papers principals de qualitat en una obra de Broadway. Tot i que el premi es va lliurar per primera vegada el 1947, no hi va haver candidats anunciats fins al 1956. Hi ha hagut dos empats en aquesta categoria i un de tres.

## Guanyadores i nominades

### 1940s
| Any                 | Actriu                   | Obra                    | Personatge |
| ------------------- | ------------------------ | ----------------------- | ---------- |
| 1947 1r Premis Tony |                          |                         |            |
| Ingrid Bergman      | Joan of Lorraine         | Mary Grey / Joana d'Arc |            |
| Helen Hayes         | Happy Birthday           | Addie Bemis             |            |
| 1948 2n Premis Tony |                          |                         |            |
| Judith Anderson     | Medea                    | Medea                   |            |
| Katharine Cornell   | Antony and Cleopatra     | Cleopatra               |            |
| Jessica Tandy       | A Streetcar Named Desire | Blanche DuBois          |            |
| 1949 3r Premis Tony |                          |                         |            |
| Martita Hunt        | The Madwoman of Chaillot | Countess Aurelia        |            |

### 1950s
| Any                  | Actriu                        | Obra                               | Personatge |
| -------------------- | ----------------------------- | ---------------------------------- | ---------- |
| 1950 4è Premis Tony  |                               |                                    |            |
| Shirley Booth        | Come Back, Little Sheba       | Lola Delaney                       |            |
| 1951 5è Premis Tony  |                               |                                    |            |
| Uta Hagen            | The Country Girl              | Georgie Elgin                      |            |
| 1952 6è Premis Tony  |                               |                                    |            |
| Julie Harris         | I Am a Camera                 | Sally Bowles                       |            |
| 1953 7è Premis Tony  |                               |                                    |            |
| Shirley Booth        | The Time of the Cuckoo        | Leona Samish                       |            |
| 1954 8è Premis Tony  |                               |                                    |            |
| Audrey Hepburn       | Ondine                        | Ondine                             |            |
| 1955 9è Premis Tony  |                               |                                    |            |
| Nancy Kelly          | The Bad Seed                  | Christine Penmark                  |            |
| 1956 10è Premis Tony |                               |                                    |            |
| Julie Harris         | The Lark                      | Joana d'Arc                        |            |
| Barbara Bel Geddes   | Cat on a Hot Tin Roof         | Maggie Pollitt                     |            |
| Gladys Cooper        | The Chalk Garden              | Mrs. St. Maugham                   |            |
| Ruth Gordon          | The Matchmaker                | Dolly Gallagher Levi               |            |
| Siobhán McKenna      | The Chalk Garden              | Miss Madrigal                      |            |
| Susan Strasberg      | The Diary of Anne Frank       | Anne Frank                         |            |
| 1957 11è Premis Tony |                               |                                    |            |
| Margaret Leighton    | Separate Tables               | Ann Shankland / Sibyl Railton-Bell |            |
| Florence Eldridge    | Long Day's Journey into Night | Mary Tyrone                        |            |
| Rosalind Russell     | Auntie Mame                   | Mame Dennis                        |            |
| Sybil Thorndike      | The Potting Shed              | Mrs. Callifer                      |            |
| 1958 12è Premis Tony |                               |                                    |            |
| Helen Hayes          | Time Remembered               | The Duchess of Pont-Au-Bronc       |            |
| Wendy Hiller         | A Moon for the Misbegotten    | Josie Hogan                        |            |
| Siobhán McKenna      | The Rope Dancers              | Margaret Hyland                    |            |
| Eugenie Leontovich   | The Cave Dwellers             | The Queen                          |            |
| Mary Ure             | Look Back in Anger            | Alison Porter                      |            |
| Jo Van Fleet         | Look Homeward, Angel          | Eliza Gant                         |            |
| 1959 13è Premis Tony |                               |                                    |            |
| Gertrude Berg        | A Majority of One             | Bertha Jacoby                      |            |
| Claudette Colbert    | The Marriage-Go-Round         | Content Lowell                     |            |
| Lynn Fontanne        | The Visit                     | Claire Zachanassian                |            |
| Kim Stanley          | A Touch of the Poet           | Sara Melody                        |            |
| Maureen Stapleton    | The Cold Wind and the Warm    | Ida                                |            |

### 1960s
| Any                  | Actriu                                   | Obra                                    | Personatge |
| -------------------- | ---------------------------------------- | --------------------------------------- | ---------- |
| 1960 14è Premis Tony |                                          |                                         |            |
| Anne Bancroft        | The Miracle Worker                       | Annie Sullivan                          |            |
| Margaret Leighton    | Much Ado About Nothing                   | Beatrice                                |            |
| Claudia McNeil       | A Raisin in the Sun                      | Lena Younger                            |            |
| Geraldine Page       | Sweet Bird of Youth                      | Alexandra Del Lago                      |            |
| Maureen Stapleton    | Toys in the Attic                        | Carrie Berniers                         |            |
| Irene Worth          | Toys in the Attic                        | Albertine Prine                         |            |
| 1961 15è Premis Tony |                                          |                                         |            |
| Joan Plowright       | A Taste of Honey                         | Josephine                               |            |
| Tallulah Bankhead    | Midgie Purvis                            | Midgie Purvis                           |            |
| Barbara Baxley       | Period of Adjustment                     | Isabel Haverstick                       |            |
| Barbara Bel Geddes   | Mary, Mary                               | Mary McKellaway                         |            |
| 1962 16è Premis Tony |                                          |                                         |            |
| Margaret Leighton    | The Night of the Iguana                  | Hannah Jelkes                           |            |
| Gladys Cooper        | A Passage to India                       | Mrs. Moore                              |            |
| Colleen Dewhurst     | Great Day in the Morning                 | Phoebe Flaherty                         |            |
| Kim Stanley          | A Far Country                            | Elizabeth von Ritter                    |            |
| 1963 17è Premis Tony |                                          |                                         |            |
| Uta Hagen            | Who's Afraid of Virginia Woolf?          | Martha                                  |            |
| Hermione Baddeley    | The Milk Train Doesn't Stop Here Anymore | Flora Goforth                           |            |
| Margaret Leighton    | Tchin-Tchin                              | Pamela Pew-Pickett                      |            |
| Claudia McNeil       | Tiger, Tiger Burning Bright              | Mama                                    |            |
| 1964 18è Premis Tony |                                          |                                         |            |
| Sandy Dennis         | Any Wednesday                            | Ellen Gordon                            |            |
| Elizabeth Ashley     | Barefoot in the Park                     | Corie Bratter                           |            |
| Colleen Dewhurst     | The Ballad of the Sad Café               | Amelia Evans                            |            |
| Julie Harris         | Marathon '33                             | June Havoc                              |            |
| 1965 19è Premis Tony |                                          |                                         |            |
| Irene Worth          | Tiny Alice                               | Miss Alice                              |            |
| Marjorie Rhodes      | All in Good Time                         | Lucy Fitton                             |            |
| Beah Richards        | The Amen Corner                          | Sister Margaret Alexander               |            |
| Diana Sands          | The Owl and the Pussycat                 | Doris                                   |            |
| 1966 20è Premis Tony |                                          |                                         |            |
| Rosemary Harris      | The Lion in Winter                       | Eleanor of Aquitaine                    |            |
| Sheila Hancock       | Entertaining Mr Sloane                   | Kath                                    |            |
| Kate Reid            | Slapstick Tragedy                        | Celeste/Molly                           |            |
| Lee Remick           | Wait Until Dark                          | Susy Hendrix                            |            |
| 1967 21r Premis Tony |                                          |                                         |            |
| Beryl Reid           | The Killing of Sister George             | Sister George / June Buckridge          |            |
| Eileen Atkins        | The Killing of Sister George             | Childie / Alice McNaught                |            |
| Vivien Merchant      | The Homecoming                           | Ruth                                    |            |
| Rosemary Murphy      | A Delicate Balance                       | Claire                                  |            |
| 1968 22n Premis Tony |                                          |                                         |            |
| Zoe Caldwell         | The Prime of Miss Jean Brodie            | Jean Brodie                             |            |
| Colleen Dewhurst     | More Stately Mansions                    | Sara (Melody) Harford                   |            |
| Maureen Stapleton    | Plaza Suite                              | Karen Nash / Murial Tate / Norma Hubley |            |
| Dorothy Tutin        | Portrait of a Queen                      | Queen Victoria                          |            |
| 1969 23r Premis Tony |                                          |                                         |            |
| Julie Harris         | Forty Carats                             | Ann Stanley                             |            |
| Estelle Parsons      | The Seven Descents of Myrtle             | Myrtle                                  |            |
| Charlotte Rae        | Morning, Noon and Night                  | Gertrude / Beryl / Filigree Bones       |            |
| Brenda Vaccaro       | The Goodbye People                       | Nancy (Silverman) Scott                 |            |

### 1970s
| Any                   | Actriu                           | Obra                           | Personatge |
| --------------------- | -------------------------------- | ------------------------------ | ---------- |
| 1970 24ns Premis Tony |                                  |                                |            |
| Tammy Grimes          | Private Lives                    | Amanda Prynne                  |            |
| Geraldine Brooks      | Brightower                       | Sara Brightower                |            |
| Helen Hayes           | Harvey                           | Veta Louise Simmons            |            |
| 1971 25è Premis Tony  |                                  |                                |            |
| Maureen Stapleton     | The Gingerbread Lady             | Evy Meara                      |            |
| Estelle Parsons       | And Miss Reardon Drinks A Little | Catherine Reardon              |            |
| Diana Rigg            | Abelard and Heloise              | Heloise                        |            |
| Marian Seldes         | Father's Day                     | Marian                         |            |
| 1972 26è Premis Tony  |                                  |                                |            |
| Sada Thompson         | Twigs                            | Ma / Dorothy / Celia / Emily   |            |
| Eileen Atkins         | Vivat! Vivat Regina!             | Elizabeth I                    |            |
| Colleen Dewhurst      | All Over                         | The Mistress                   |            |
| Rosemary Harris       | Old Times                        | Anna                           |            |
| 1973 27è Premis Tony  |                                  |                                |            |
| Julie Harris          | The Last of Mrs. Lincoln         | Mary Todd Lincoln              |            |
| Jane Alexander        | 6 Rms Riv Vu                     | Annie Miller                   |            |
| Colleen Dewhurst      | Mourning Becomes Electra         | Christine Mannon               |            |
| Kathleen Widdoes      | Much Ado About Nothing           | Beatrice                       |            |
| 1974 28è Premis Tony  |                                  |                                |            |
| Colleen Dewhurst      | A Moon for the Misbegotten       | Josie Hogan                    |            |
| Jane Alexander        | Find Your Way Home               | Jacqueline Harrison            |            |
| Julie Harris          | The Au Pair Man                  | Elizabeth Rogers               |            |
| Madeline Kahn         | In the Boom Boom Room            | Chrissy                        |            |
| Rachel Roberts        | The Visit / Chemin de Fer        | Claire Zachanassian / Francine |            |
| Rachel Roberts        | 1975 29è Premis Tony             |                                |            |
| Ellen Burstyn         | Same Time, Next Year             | Doris                          |            |
| Elizabeth Ashley      | Cat on a Hot Tin Roof            | Maggie Pollitt                 |            |
| Diana Rigg            | The Misanthrope                  | Celimene                       |            |
| Maggie Smith          | Private Lives                    | Amanda Prynne                  |            |
| Liv Ullmann           | A Doll's House                   | Nora Helmer                    |            |
| 1976 30è Premis Tony  |                                  |                                |            |
| Irene Worth           | Sweet Bird of Youth              | Alexandra Del Lago             |            |
| Tovah Feldshuh        | Yentl                            | Yentl                          |            |
| Rosemary Harris       | The Royal Family                 | Julie Cavendish                |            |
| Lynn Redgrave         | Mrs. Warren's Profession         | Vivie Warren                   |            |
| 1977 31r Premis Tony  |                                  |                                |            |
| Julie Harris          | The Belle of Amherst             | Emily Dickinson                |            |
| Colleen Dewhurst      | Who's Afraid of Virginia Woolf?  | Martha                         |            |
| Liv Ullmann           | Anna Christie                    | Anna Christopherson            |            |
| Irene Worth           | The Cherry Orchard               | Ranevskaya                     |            |
| 1978 32n Premis Tony  |                                  |                                |            |
| Jessica Tandy         | The Gin Game                     | Fonsia Dorsey                  |            |
| Anne Bancroft         | Golda                            | Golda Meïr                     |            |
| Anita Gillette        | Chapter Two                      | Jennie Maclaine                |            |
| Estelle Parsons       | Miss Margarida's Way             | Miss Margarida                 |            |
| 1979 33è Premis Tony  |                                  |                                |            |
| Constance Cummings    | Wings                            | Emily Stilson                  |            |
| Carole Shelley        | The Elephant Man                 | Madge Kendal                   |            |
| Jane Alexander        | First Monday in October          | Ruth Loomis                    |            |
| Frances Sternhagen    | On Golden Pond                   | Ethel Thayer                   |            |

### 1980s
| Any                  | Actriu                                                   | Obra                    | Personatge |
| -------------------- | -------------------------------------------------------- | ----------------------- | ---------- |
| 1980 34è Premis Tony |                                                          |                         |            |
| Phyllis Frelich      | Children of a Lesser God                                 | Sarah Norman            |            |
| Blythe Danner        | Betrayal                                                 | Emma                    |            |
| Maggie Smith         | Night and Day                                            | Ruth Carson             |            |
| Anne Twomey          | Nuts                                                     | Claudia Draper          |            |
| 1981 35è Premis Tony |                                                          |                         |            |
| Jane Lapotaire       | Piaf                                                     | Édith Piaf              |            |
| Glenda Jackson       | Rose                                                     | Rose                    |            |
| Eva Le Gallienne     | To Grandmother's House We Go                             | Grandie                 |            |
| Elizabeth Taylor     | The Little Foxes                                         | Regina Giddens          |            |
| 1982 36è Premis Tony |                                                          |                         |            |
| Zoe Caldwell         | Medea                                                    | Medea                   |            |
| Katharine Hepburn    | The West Side Waltz                                      | Margaret Mary Elderdice |            |
| Geraldine Page       | Agnes of God                                             | Mother Miriam Ruth      |            |
| Amanda Plummer       | A Taste of Honey                                         | Josephine               |            |
| 1983 37è Premis Tony |                                                          |                         |            |
| Jessica Tandy        | Foxfire                                                  | Annie Nations           |            |
| Kathy Bates          | 'night, Mother                                           | Jessie Cates            |            |
| Kate Nelligan        | Plenty                                                   | Susan Traherne          |            |
| Anne Pitoniak        | 'night, Mother                                           | Thelma Cates            |            |
| 1984 38è Premis Tony |                                                          |                         |            |
| Glenn Close          | The Real Thing                                           | Annie                   |            |
| Rosemary Harris      | Heartbreak House                                         | Hesione Hushabye        |            |
| Linda Hunt           | End of the World                                         | Audrey Wood             |            |
| Kate Nelligan        | A Moon for the Misbegotten                               | Josie Hogan             |            |
| 1985 39è Premis Tony |                                                          |                         |            |
| Stockard Channing    | A Day in the Death of Joe Egg                            | Sheila                  |            |
| Sinéad Cusack        | Much Ado About Nothing                                   | Beatrice                |            |
| Rosemary Harris      | Pack of Lies                                             | Barbara Jackson         |            |
| Glenda Jackson       | Strange Interlude                                        | Nina Leeds              |            |
| 1986 40è Premis Tony |                                                          |                         |            |
| Lily Tomlin          | The Search for Signs of Intelligent Life in the Universe | Various Characters      |            |
| Rosemary Harris      | Hay Fever                                                | Judith Bliss            |            |
| Mary Beth Hurt       | Benefactors                                              | Sheila                  |            |
| Jessica Tandy        | The Petition                                             | Elizabeth Milne         |            |
| 1987 41r Premis Tony |                                                          |                         |            |
| Linda Lavin          | Broadway Bound                                           | Kate Jerome             |            |
| Lindsay Duncan       | Dangerous Liaisons                                       | Marquise de Merteuil    |            |
| Geraldine Page       | Blithe Spirit                                            | Madame Arcati           |            |
| Amanda Plummer       | Pygmalion                                                | Eliza Doolittle         |            |
| 1988 42n Premis Tony |                                                          |                         |            |
| Joan Allen           | Burn This                                                | Anna Mann               |            |
| Blythe Danner        | A Streetcar Named Desire                                 | Blanche DuBois          |            |
| Glenda Jackson       | Macbeth                                                  | Lady Macbeth            |            |
| Frances McDormand    | A Streetcar Named Desire                                 | Stella Kowalski         |            |
| 1989 43è Premis Tony |                                                          |                         |            |
| Pauline Collins      | Shirley Valentine                                        | Shirley Valentine       |            |
| Joan Allen           | The Heidi Chronicles                                     | Heidi Holland           |            |
| Madeline Kahn        | Born Yesterday                                           | Emma 'Billie' Dawn      |            |
| Kate Nelligan        | Spoils of War                                            | Elise                   |            |

### 1990s
| Any                  | Actriu                        | Obra                          | Personatge |
| -------------------- | ----------------------------- | ----------------------------- | ---------- |
| 1990 44è Premis Tony |                               |                               |            |
| Maggie Smith         | Lettice and Lovage            | Lettice Douffet               |            |
| Geraldine James      | The Merchant of Venice        | Portia                        |            |
| Mary-Louise Parker   | Prelude to a Kiss             | Rita Boyle                    |            |
| Kathleen Turner      | Cat on a Hot Tin Roof         | Maggie Pollitt                |            |
| 1991 45è Premis Tony |                               |                               |            |
| Mercedes Ruehl       | Lost in Yonkers               | Bella Kurnitz                 |            |
| Stockard Channing    | Six Degrees of Separation     | Ouisa Kittredge               |            |
| Julie Harris         | Lucifer's Child               | Karen Blixen                  |            |
| Cherry Jones         | Our Country's Good            | Liz Morden / Reverend Johnson |            |
| 1992 46è Premis Tony |                               |                               |            |
| Glenn Close          | Death and the Maiden          | Paulina Salas Escobar         |            |
| Jane Alexander       | The Visit                     | Claire Zachanassian           |            |
| Stockard Channing    | Four Baboons Adoring the Sun  | Penny McKenzie                |            |
| Judith Ivey          | Park Your Car in Harvard Yard | Kathleen Hogan                |            |
| 1993 47è Premis Tony |                               |                               |            |
| Madeline Kahn        | The Sisters Rosensweig        | Gorgeous Teitelbaum           |            |
| Jane Alexander       | The Sisters Rosensweig        | Sara Goode                    |            |
| Lynn Redgrave        | Shakespeare for My Father     | Lynn Redgrave                 |            |
| Natasha Richardson   | Anna Christie                 | Anna Christopherson           |            |
| 1994 48è Premis Tony |                               |                               |            |
| Diana Rigg           | Medea                         | Medea                         |            |
| Anna Deavere Smith   | Twilight: Los Angeles, 1992   | Various Characters            |            |
| Nancy Marchand       | Black Comedy                  | Sophie                        |            |
| Nancy Marchand       | The White Liars               | Mrs. Furnival                 |            |
| Joan Rivers          | Sally Marr...and her escorts  | Sally Marr                    |            |
| 1995 49è Premis Tony |                               |                               |            |
| Cherry Jones         | The Heiress                   | Catherine Sloper              |            |
| Mary Alice           | Having Our Say                | Bessie Delany                 |            |
| Eileen Atkins        | Indiscretions                 | Léonie                        |            |
| Helen Mirren         | A Month in the Country        | Natalia Petrovna              |            |
| 1996 50è Premis Tony |                               |                               |            |
| Zoe Caldwell         | Master Class                  | Maria Callas                  |            |
| Carol Burnett        | Moon Over Buffalo             | Charlotte Hay                 |            |
| Rosemary Harris      | A Delicate Balance            | Agnes                         |            |
| Elaine Stritch       | A Delicate Balance            | Claire                        |            |
| 1997 51r Premis Tony |                               |                               |            |
| Janet McTeer         | A Doll's House                | Nora Helmer                   |            |
| Julie Harris         | The Gin Game                  | Fonsia Dorsey                 |            |
| Shirley Knight       | The Young Man From Atlanta    | Lily Dale Kidder              |            |
| Lia Williams         | Skylight                      | Kyra Hollis                   |            |
| 1998 52n Premis Tony |                               |                               |            |
| Marie Mullen         | The Beauty Queen of Leenane   | Maureen Folan                 |            |
| Jane Alexander       | Honour                        | Honor                         |            |
| Allison Janney       | A View from the Bridge        | Beatrice Carbone              |            |
| Geraldine McEwan     | The Chairs                    | Old Woman                     |            |
| 1999 53è Premis Tony |                               |                               |            |
| Judi Dench           | Amy's View                    | Esme Allen                    |            |
| Stockard Channing    | The Lion in Winter            | Eleanor of Aquitaine          |            |
| Marian Seldes        | Ring Round the Moon           | Madame Desmermortes           |            |
| Zoë Wanamaker        | Electra                       | Electra                       |            |

### 2000s
| Any                   | Actriu                           | Obra                          | Personatge |
| --------------------- | -------------------------------- | ----------------------------- | ---------- |
| 2000 54è Premis Tony  |                                  |                               |            |
| Jennifer Ehle         | The Real Thing                   | Annie                         |            |
| Jayne Atkinson        | The Rainmaker                    | Lizzie Curry                  |            |
| Rosemary Harris       | Waiting in the Wings             | May Davenport                 |            |
| Cherry Jones          | A Moon for the Misbegotten       | Josie Hogan                   |            |
| Claudia Shear         | Dirty Blonde                     | Jo / Mae West                 |            |
| 2001 55è Premis Tony  |                                  |                               |            |
| Mary-Louise Parker    | Proof                            | Catherine Llewellyn           |            |
| Juliette Binoche      | Betrayal                         | Emma                          |            |
| Linda Lavin           | The Tale of the Allergist's Wife | Marjorie Taub                 |            |
| Jean Smart            | The Man Who Came to Dinner       | Lorraine Sheldon              |            |
| Leslie Uggams         | King Hedley II                   | Ruby                          |            |
| 2002 56è Premis Tony  |                                  |                               |            |
| Lindsay Duncan        | Private Lives                    | Amanda Prynne                 |            |
| Kate Burton           | Hedda Gabler                     | Hedda Gabler                  |            |
| Laura Linney          | The Crucible                     | Elizabeth Proctor             |            |
| Helen Mirren          | The Dance of Death               | Alice                         |            |
| Mercedes Ruehl        | The Goat, or Who Is Sylvia?      | Stevie                        |            |
| 2003 57è Premis Tony  |                                  |                               |            |
| Vanessa Redgrave      | Long Day's Journey into Night    | Mary Tyrone                   |            |
| Jayne Atkinson        | Enchanted April                  | Lotty Wilton                  |            |
| Victoria Hamilton     | A Day in the Death of Joe Egg    | Sheila                        |            |
| Clare Higgins         | Vincent in Brixton               | Ursula Loyler                 |            |
| Fiona Shaw            | Medea                            | Medea                         |            |
| 2004 58è Premis Tony  |                                  |                               |            |
| Phylicia Rashad       | A Raisin in the Sun              | Lena Younger                  |            |
| Eileen Atkins         | The Retreat from Moscow          | Alice                         |            |
| Tovah Feldshuh        | Golda's Balcony                  | Golda Meïr                    |            |
| Anne Heche            | Twentieth Century                | Lily Garland / Mildred Plotka |            |
| Swoosie Kurtz         | Frozen                           | Nancy                         |            |
| 2005 59è Premis Tony  |                                  |                               |            |
| Cherry Jones          | Doubt                            | Sister Aloysius Beauvier      |            |
| Laura Linney          | Sight Unseen                     | Patricia                      |            |
| Mary-Louise Parker    | Reckless                         | Rachel                        |            |
| Phylicia Rashad       | Gem of the Ocean                 | Aunt Ester                    |            |
| Kathleen Turner       | Who's Afraid of Virginia Woolf?  | Martha                        |            |
| 2006 60ns Premis Tony |                                  |                               |            |
| Cynthia Nixon         | Rabbit Hole                      | Becca Corbett                 |            |
| Kate Burton           | The Constant Wife                | Constance Culver Middleton    |            |
| Judy Kaye             | Souvenir                         | Florence Foster Jenkins       |            |
| Lisa Kron             | Well                             | Lisa Kron                     |            |
| Lynn Redgrave         | The Constant Wife                | Mrs. Culver                   |            |
| 2007 61ns Premis Tony |                                  |                               |            |
| Julie White           | The Little Dog Laughed           | Diane                         |            |
| Eve Best              | A Moon for the Misbegotten       | Josie Hogan                   |            |
| Swoosie Kurtz         | Heartbreak House                 | Hesione Hushabye              |            |
| Angela Lansbury       | Deuce                            | Leona Mullen                  |            |
| Vanessa Redgrave      | The Year of Magical Thinking     | Joan Didion                   |            |
| 2008 62ns Premis Tony |                                  |                               |            |
| Deanna Dunagan        | August: Osage County             | Violet Weston                 |            |
| Eve Best              | The Homecoming                   | Ruth                          |            |
| Kate Fleetwood        | Macbeth                          | Lady Macbeth                  |            |
| S. Epatha Merkerson   | Come Back, Little Sheba          | Lola Delaney                  |            |
| Amy Morton            | August: Osage County             | Barbara Weston-Fordham        |            |
| 2009 63ns Premis Tony |                                  |                               |            |
| Marcia Gay Harden     | God of Carnage                   | Veronica                      |            |
| Hope Davis            | God of Carnage                   | Annette                       |            |
| Jane Fonda            | 33 Variations                    | Katherine Brandt              |            |
| Janet McTeer          | Mary Stuart                      | Mary Stuart                   |            |
| Harriet Walter        | Mary Stuart                      | Elizabeth I                   |            |

### 2010s
| Any                   | Actriu                              | Obra                   | Personatge |
| --------------------- | ----------------------------------- | ---------------------- | ---------- |
| 2010 64ns Premis Tony |                                     |                        |            |
| Viola Davis           | Fences                              | Rose Maxson            |            |
| Valerie Harper        | Looped                              | Tallulah Bankhead      |            |
| Linda Lavin           | Collected Stories                   | Ruth Steiner           |            |
| Laura Linney          | Time Stands Still                   | Sarah Goodwin          |            |
| Jan Maxwell           | The Royal Family                    | Julie Cavendish        |            |
| 2011 65ns Premis Tony |                                     |                        |            |
| Frances McDormand     | Good People                         | Margie Walsh           |            |
| Nina Arianda          | Born Yesterday                      | Emma 'Billie' Dawn     |            |
| Lily Rabe             | The Merchant of Venice              | Portia                 |            |
| Vanessa Redgrave      | Driving Miss Daisy                  | Daisy Werthan          |            |
| Hannah Yelland        | Brief Encounter                     | Laura Jesson           |            |
| 2012 66ns Premis Tony |                                     |                        |            |
| Nina Arianda          | Venus in Fur                        | Vanda                  |            |
| Tracie Bennett        | End of the Rainbow                  | Judy Garland           |            |
| Stockard Channing     | Other Desert Cities                 | Polly Wyeth            |            |
| Linda Lavin           | The Lyons                           | Rita Lyons             |            |
| Cynthia Nixon         | Wit                                 | Vivian Bearing         |            |
| 2013 67ns Premis Tony |                                     |                        |            |
| Cicely Tyson          | The Trip to Bountiful               | Carrie Watts           |            |
| Laurie Metcalf        | The Other Place                     | Juliana Smithton       |            |
| Amy Morton            | Who's Afraid of Virginia Woolf?     | Martha                 |            |
| Kristine Nielsen      | Vanya and Sonia and Masha and Spike | Sonia                  |            |
| Holland Taylor        | Ann                                 | Ann Richards           |            |
| 2014 68ns Premis Tony |                                     |                        |            |
| Audra McDonald        | Lady Day at Emerson's Bar and Grill | Billie Holiday         |            |
| Tyne Daly             | Mothers and Sons                    | Katharine Gerard       |            |
| Cherry Jones          | The Glass Menagerie                 | Amanda Wingfield       |            |
| Estelle Parsons       | The Velocity of Autumn              | Alexandra              |            |
| LaTanya Richardson    | A Raisin in the Sun                 | Lena Younger           |            |
| 2015 69ns Premis Tony |                                     |                        |            |
| Helen Mirren          | The Audience                        | Queen Elizabeth II     |            |
| Geneva Carr           | Hand To God                         | Margery                |            |
| Elisabeth Moss        | The Heidi Chronicles                | Heidi Holland          |            |
| Carey Mulligan        | Skylight                            | Kyra Hollis            |            |
| Ruth Wilson           | Constellations                      | Marianne               |            |
| 2016 70ns Premis Tony |                                     |                        |            |
| Jessica Lange         | Long Day's Journey into Night       | Mary Tyrone            |            |
| Laurie Metcalf        | Misery                              | Annie Wilkes           |            |
| Lupita Nyong'o        | Eclipsed                            | The Girl               |            |
| Sophie Okonedo        | The Crucible                        | Elizabeth Proctor      |            |
| Michelle Williams     | Blackbird                           | Una Spencer            |            |
| 2017 71ns Premis Tony |                                     |                        |            |
| Laurie Metcalf        | A Doll's House, Part 2              | Nora Helmer            |            |
| Cate Blanchett        | The Present                         | Anna Petrovna          |            |
| Jennifer Ehle         | Oslo                                | Mona Juul              |            |
| Sally Field           | The Glass Menagerie                 | Amanda Wingfield       |            |
| Laura Linney          | The Little Foxes                    | Regina Hubbard Giddens |            |
| 2018 72ns Premis Tony |                                     |                        |            |
| Glenda Jackson        | Three Tall Women                    | A                      |            |
| Condola Rashād        | Saint Joan                          | Joana d'Arc            |            |
| Lauren Ridloff        | Children of a Lesser God            | Sarah Norman           |            |
| Amy Schumer           | Meteor Shower                       | Corky                  |            |
| 2019 73ns Premis Tony |                                     |                        |            |
| Elaine May            | The Waverly Gallery                 | Gladys Green           |            |
| Annette Bening        | All My Sons                         | Kate Keller            |            |
| Laura Donnelly        | The Ferryman                        | Caitlin Carney         |            |
| Janet McTeer          | Bernhardt/Hamlet                    | Sarah Bernhardt        |            |
| Laurie Metcalf        | Hillary and Clinton                 | Hillary Clinton        |            |
| Heidi Schreck         | What the Constitution Means to Me   | Heidi Schreck          |            |

### 2020s
| 2020 74ns Premis Tony   |                                         |                             |       |     |     |
| Mary-Louise Parker      | The Sound Inside                        | Bella Baird                 |       |     |     |
| Joaquina Kalukango      | Slave Play                              | Kaneisha                    |       |     |     |
| Laura Linney            | My Name Is Lucy Barton                  | Lucy Barton                 |       |     |     |
| Audra McDonald          | Frankie and Johnny in the Clair de Lune | Frankie                     |       |     |     |
| 2021 No se celebrà      | N/D                                     | N/D                         | N/D   | N/D | N/D |
| 2022 (75ns Premis Tony) |                                         |                             |       |     |     |
| Deirdre O'Connell       | Dana H.                                 | Dana H.                     | [ 2 ] |     |     |
| Gabby Beans             | The Skin of Our Teeth                   | Sabina                      | [ 2 ] |     |     |
| LaChanze                | Trouble in Mind                         | Wiletta Mayer               | [ 2 ] |     |     |
| Ruth Negga              | Macbeth                                 | Lady Macbeth                | [ 2 ] |     |     |
| Mary-Louise Parker      | How I Learned to Drive                  | Li'l Bit                    | [ 2 ] |     |     |
| 2023 (76ns Premis Tony) |                                         |                             | [ 2 ] |     |     |
| Jodie Comer             | Prima Facie                             | Tessa Ensler                | [ 3 ] |     |     |
| Jessica Chastain        | A Doll's House                          | Nora Helmer                 | [ 3 ] |     |     |
| Jessica Hecht           | Summer, 1976                            | Alice                       | [ 3 ] |     |     |
| Audra McDonald          | Ohio State Murders                      | Suzanne Alexander           | [ 3 ] |     |     |
| 2024 (77ns Premis Tony) |                                         |                             | [ 3 ] |     |     |
| Sarah Paulson           | Appropriate                             | Antoinette "Toni" Lafayette | [ 4 ] |     |     |
| Betsy Aidem             | Prayer for the French Republic          | Marcelle Salomon Benhamou   | [ 4 ] |     |     |
| Jessica Lange           | Mother Play                             | Phyllis                     | [ 4 ] |     |     |
| Rachel McAdams          | Mary Jane                               | Mary Jane                   | [ 4 ] |     |     |
| Amy Ryan                | Doubt: A Parable                        | Sister Aloysius Beauvier    | [ 4 ] |     |     |

|}

## Múltiples guardons
| 5 Guardons - Julie Harris 3 Guardons - Zoe Caldwell - Jessica Tandy | 2 Guardons - Shirley Booth - Glenn Close - Uta Hagen - Helen Hayes - Cherry Jones - Margaret Leighton - Irene Worth |

## Multiples nominacions
| 9 Nominacions - Julie Harris 8 Nominacions - Rosemary Harris 7 Nominacions - Colleen Dewhurst 6 Nominacions - Jane Alexander 5 Nominacions - Stockard Channing - Cherry Jones - Laura Linney 4 Nominacions - Eileen Atkins - Glenda Jackson - Linda Lavin - Margaret Leighton - Laurie Metcalf - Mary-Louise Parker - Estelle Parsons - Maureen Stapleton - Jessica Tandy - Irene Worth 3 Nominacions - Zoe Caldwell - Helen Hayes - Madeline Kahn - Janet McTeer - Helen Mirren - Kate Nelligan - Geraldine Page - Lynn Redgrave - Vanessa Redgrave - Diana Rigg - Maggie Smith | 2 Nominacions - Joan Allen - Nina Arianda - Elizabeth Ashley - Jayne Atkinson - Anne Bancroft - Barbara Bel Geddes - Eve Best - Shirley Booth - Kate Burton - Glenn Close - Gladys Cooper - Blythe Danner - Lindsay Duncan - Jennifer Ehle - Tovah Feldshuh - Uta Hagen - Swoosie Kurtz - Audra McDonald - Frances McDormand - Siobhán McKenna - Claudia McNeil - Amy Morton - Cynthia Nixon - Amanda Plummer - Phylicia Rashad - Mercedes Ruehl - Marian Seldes - Kim Stanley - Kathleen Turner - Liv Ullmann |

## Personatges amb diversos guardons
| 3 Guardons - Medea de Medea | 2 Guardons - Amanda Prynne de Private Lives - Annie de The Real Thing - Joana d'Arc de Joan of Lorraine i The Lark - Mary Tyrone de Long Day's Journey Into Night - Nora Helmer de A Doll's House i A Doll's House Part 2 |

## Personatges amb diverses nominacions
| 5 Nominacions - Josie Hogan de A Moon for the Misbegotten 4 Nominacions - Medea de Medea - Martha de Who's Afraid of Virginia Woolf? 3 Nominacions - Amanda Prynne de Private Lives - Beatrice de Much Ado About Nothing - Claire Zachanassian de The Visit - Joana d'Arc de Joan of Lorraine, The Lark, i Saint Joan - Lena Younger de A Raisin in the Sun - Maggie Pollitt de Cat on a Hot Tin Roof - Mary Tyrone de Long Day's Journey into Night - Nora Helmer de A Doll's House i A Doll's House, Part 2 2 Nominacions - Amanda Wingfield de The Glass Menagerie - Anna Christopherson de Anna Christie - Annie de The Real Thing - Blanche DuBois de A Streetcar Named Desire - Claire de A Delicate Balance - Eleanor of Aquitaine de The Lion in Winter | - Elizabeth I de Vivat! Vivat Regina! i Mary Stuart - Elizabeth Proctor de The Crucible - Emma de Betrayal - Emma 'Billie' Dawn de Born Yesterday - Fonsia Dorsey de The Gin Game - Golda Meïr de Golda i Golda's Balcony - Heidi Holland de The Heidi Chronicles - Hesione Hushabye de Heartbreak House - Josephine de A Taste of Honey - Julie Cavendish de The Royal Family - Kyra Hollis de Skylight - Lady Macbeth de Macbeth - Lola Delaney de Come Back, Little Sheba - Portia de The Merchant of Venice - Princess Cosmonopolis de Sweet Bird of Youth - Regina Giddens de The Little Foxes - Ruth de The Homecoming - Sarah Norman de Children of a Lesser God - Sheila de A Day in the Death of Joe Egg |

## Produccions amb diverses nominacions
- The Chalk Garden -- Gladys Cooper i Siobhán McKenna
- Toys In The Attic -- Maureen Stapleton i Irene Worth
- The Killing of Sister George -- Beryl Reid (winner) i Eileen Atkins
- 'night, Mother -- Kathy Bates i Anne Pitoniak
- A Streetcar Named Desire -- Blythe Danner i Frances McDormand
- The Sisters Rosensweig -- Madeline Kahn (winner) i Jane Alexander
- A Delicate Balance -- Rosemary Harris i Elaine Stritch
- August: Osage County -- Deanna Dunagan (winner) i Amy Morton
- God of Carnage -- Marcia Gay Harden (winner) i Hope Davis
- Mary Stuart -- Janet McTeer i Harriet Walter (God of Carnage i Mary Stuart were produced in the same year)